# 스콧 맥도널드
스콧 더글러스 맥도널드(Scott Douglas McDonald, 1983년 8월 21일 ~ )는 오스트레일리아의 전 축구 선수이다.